# Hannibal and St. Joseph Railroad
A Hannibal and St. Joseph Railroad vasúttársaság vasútvonala volt az első Missouri folyón átívelő vasútvonal, amely az északkeleti Hannibalból indult és a Missouri állambeli St. Joseph-be vezetett északnyugaton. Állítólag 1860. április 3-án szállította az első levelet a Pony Expressnek a Missouri nevű mozdony által húzott vonatról.
A vonal az amerikai polgárháború előtt Missouri állam második és harmadik legnagyobb városát kötötte össze. A vele párhuzamos postakocsiutat korábban "Hound Dog Trail"-nek nevezték.
1883-ban beolvadt a Chicago, Burlington and Quincy Railroad társaságba.